# Christo Botew

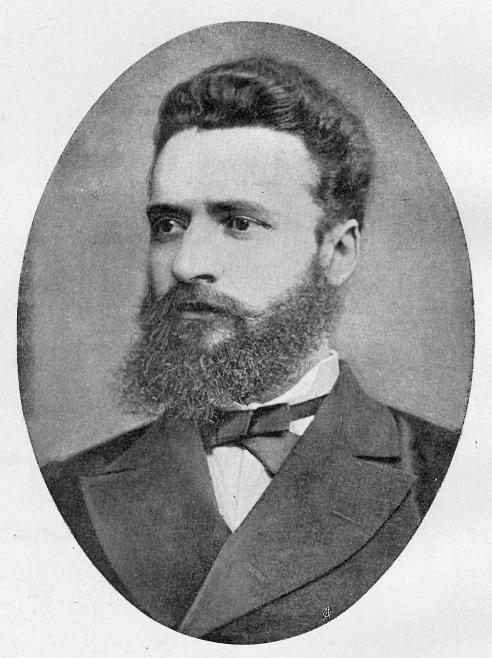
Christo Botew um ca. 1875

Christo Botew (auch Hristo Botev geschrieben; bulgarisch Христо Ботев), geboren als Christo Botjow Petkow (bulgarisch Христо Ботйов Петков; * 25. Dezember 1847jul. / 6. Januar 1848greg. in Kalofer; † 20. Maijul. / 1. Juni 1876greg. bei Wraza) war ein bulgarischer Dichter, Revolutionär und einer der Anführer des Aprilaufstandes. Christo Botew gilt als einer der Nationaldichter Bulgariens aus der Zeit der bulgarischen Aufklärung.

## Leben

### Jugend

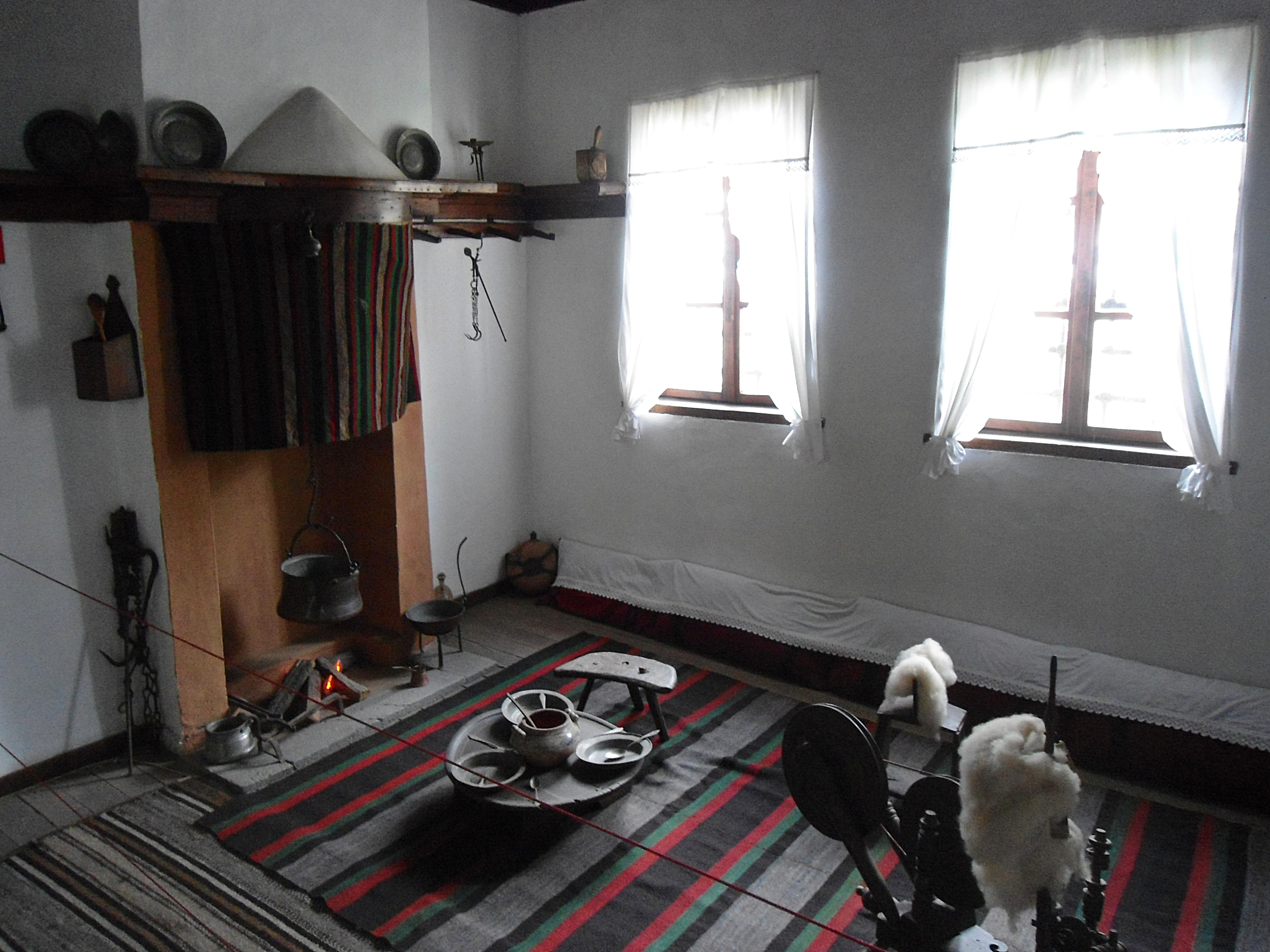
Das Geburtshaus des Poeten im Nationalmuseum „Christo Botew“, nachgestellter Interieur

Christo Botew wurde 1848 in der im Balkangebirge gelegenen Stadt Kalofer geboren. Er ist der Sohn des Lehrers Botjo Petkow und Iwanka Botewa. Botjo Petkow war Lehrer, Schriftsteller und Aufklärer. Er studierte in Odessa und verfasste sowie übersetzte ins Bulgarische Lehrbücher. Die Mutter von Christo Botew stammte aus einer bescheidenen Familie in Kalofer. Cristo Botew hatte acht Geschwister: Ana (1850–1867), Petko (1852–1872), Stefan (1854–1890), Kiril (1856–1944), Tota (1859–1864), Genko (1861–1863), Genko (1863–1866) und Bojan (1866–1885).
Nach einigen Quellen wurde Christo Botew in einem Zimmer der Schule in Kalofer geboren, in dem seine Eltern wohnten. Kurz darauf wurde in Kalofer eine neue Schule gebaut, und die Familie mietete ein Haus von Kaufman Genko Filow, in dem Christo die ersten Jahre seines Lebens verbrachte. Dieses Haus, wie der Großteil von Kalofer wurde während des Russisch-Osmanischen Krieges 1877/78 von den Türken in Brand gesetzt, aber in den 1940er Jahren wieder aufgebaut und in das Nationalmuseum „Christo Botew“ umgewandelt.
Im Jahr 1854 konnte Botjo Petkow sich nicht mit der Gemeinde von Kalofer über sein Gehalt einigen und zog in benachbarte Karlowo. Dort lebte die Familie im Haus seiner Mutter im Viertel Tabaschka, und Christo ging in der Schule, wo sein Vater sein Lehrer war. Im Jahr 1858 beschuldigte Botjo Petkow die örtliche Gemeinde, dass sie versuche, sich Gelder anzueignen, die der Schule vermacht worden waren. Daraufhin kehrte die Familie nach Kalofer zurück. Die Gemeinde von Kalofer versuchte erfolglos, sie im Haus des in Konstantinopel lebenden Händlers Christo Taptschileschtow unterzubringen, woraufhin die Familie sich in einem Haus des Händlers Chadschi Nestor niederließ. Nach ihrer Rückkehr nach Kalofer trat Christo Botew in die örtliche dreiklassige Schule ein, wo ebenfalls sein Vater als Lehrer tätig war.

### Stipendiat in Odessa, Rückkehr nach Kalofer
Schon seit 1857 versuchte Botjo Petkow, seinen Sohn Christo mit Hilfe von Najden Gerow zum Studium nach Russland zu schicken. Gerow, ein Bekannter Petkows aus seiner Zeit in Odessa, war inzwischen ein bekannter Sprachwissenschaftler, Pädagoge, russischer Vizekonsul in Plowdiw geworden. Zudem war er Mitglied und Vertreter des Bulgarischen Kuratoriums von Odessa, welches jungen Bulgaren ein Stipendium im Ausland ermöglichte. Erst im Herbst 1863 erhielt Christo Botew ein Stipendium und reiste über Plowdiw und Konstantinopel nach Odessa, eines der größten bulgarischen Exilzentren dieser Zeit.
In Odessa meldete sich Christo Botew beim Bulgarischen Kuratorium, an das er ein Empfehlungsschreiben von Najden Gerow hatte, und dessen Mitglied Nikolaj Toschkow, einem wohlhabenden Kaufmann, der in Kalofer geboren war und ebenfalls seinen Vater kannte. Christo schrieb sich als Gasthörer am Zweiten Odessa Gymnasium ein, da er nicht ausreichend vorbereitet war, um als regulärer Student am Unterricht des Lycée Richelieus teilzunehmen. Zusätzlich wurde er im Internat des Gymnasiums untergebracht, wo zu dieser Zeit noch etwa zehn weitere bulgarische Schüler wohnten. Schon beim Eintritt in die Oberschule fiel es Christo schwer, sich in den Schulalltag einzufügen – er beklagte sich ständig über die strenge Disziplin, die auch körperliche Strafen einschloss. Er fehlte gleichzeitig häufig im Unterricht, beteiligte sich an Schlägereien mit Mitschülern und verhielt sich den meisten Lehrern gegenüber arrogant. Im Jahr 1864 verließ er das Internat und begann, selbstständig in verschiedenen Unterkünften zu leben. Trotz der eindringlichen Briefe seines Vaters und der Versuche von Nikolaj Toschkow, ihn zu beeinflussen, vernachlässigte er die Schule und stieß mit seinem exzentrischen Verhalten die bulgarische Gemeinschaft in Odessa ab, sodass viele ihrer Mitglieder den Kontakt zu ihm einschränkten.
Obwohl Botew die Schule nicht oft besucht, verbringt er viel Zeit in verschiedenen Bibliotheken, hauptsächlich in der Bulgarischen Bibliothek „Jurij Wenelin“, die sich im Haus von Toschkow befindet. Er liest hauptsächlich russische Autoren und ist besonders von Nikolai Tschernyschewski und Iwan Turgenew beeindruckt. In diese Zeit fallen auch seine erste Dichterversuche und seine Kontakte zur russischen bürgerlich-demokratischen Bewegung Narodniki. So lernt er den Philologen Wiktor Grigorowitsch kennen, dem er bei russischen Übersetzungen bulgarischer Volkslieder hilft. Laut seinem Mitschüler Kiro Tuleschkow arbeitet Botew bereits im Sommer 1864 an seinem Gedicht »An meiner Mutter« (aus dem Bulg. Майце си Majze si), wobei er sich dabei mit Grigorowitsch berät, und schickt es sogar zu dieser Zeit an Petko Slawejkow in Konstantinopel. Die Zuverlässigkeit dieser Information bleibt fraglich, da das Gedicht erst einige Jahre später von Slawejkow veröffentlicht wurde.
Im September 1865 wurde Botew vom Gymnasium wegen „Desinteresses“ ausgeschlossen und sein Stipendium vom Kuratorium eingestellt, wobei er eine einmalige Summe erhielt, um in die Heimat zurückzukehren. Trotzdem blieb er in Odessa, verdiente seinen Lebensunterhalt mit Privatunterricht und pflegte enge Kontakte zur polnischen Gemeinschaft in der Stadt. Mit Hilfe von Grigorowitsch, der inzwischen Leiter der Abteilung für slawische Philologie war, schrieb sich Botew sogar als Gasthörer an der Historisch-Philologischen Fakultät der  Kaiserlichen Neurussischen Universität ein. Zwischen Oktober und Dezember 1866 arbeitete Botew als Lehrer an der bulgarischen Schule im bessarabische Dorf Sadunajewka.
Wegen einer Erkrankung seines Vaters kehrte Botew im Januar 1867 in seiner Heimatstadt Kalofer zurück. Nach seiner Ankunft in Kalofer übernahm Botew für seinen kranken Vater den Unterricht an der örtlichen Schule. Zu dieser Zeit schrieb er und am 15. April veröffentlichte er sein Gedicht »An meiner Mutter« erstmals in der Zeitschrift Gajda, die in Konstantinopel von Petko Slawejkow herausgegeben wurde. Das Gedicht wurde ohne Angabe eines Autors veröffentlicht. Während der Feierlichkeiten am 11. Mai zum Tag der Heiligen Brüder Kyrill und Method hielt Botew eine spontane Rede, in der er die gemäßigte Haltung der nationalen Bewegung kritisierte, die sich zu dieser Zeit hauptsächlich auf die Schaffung einer unabhängigen Kirche konzentrierte. Die Rede führte zu Drohungen der örtlichen osmanischen Örtlichkeit, aber es kam zu keinen Konsequenzen. Während seiner Zeit in Kalofer besuchte Botew häufig Paraschkewa Schuschulowa, eine Lehrerin an der nahegelegenen Mädchenschule. Es wird angenommen, dass sie das wahrscheinlichste Vorbild für die Geliebte in den Gedichten
»An meine erste Liebe« (aus dem Bulg. До моето първо либе Do moeto parwo libe); »Zum Abschied« (aus dem Bulg. На прощаване Na proschtawane) und »Sie« (aus dem Bulg. Ней Nej). Eine weitere Hypothese besagt, dass es sich um seine zweite Cousine, Mina Goranowa, handelt.

### Emigration in Rumänien
Nachdem er sich von einer Krankheit erholt hatte, entsandte Botjo Petkow seinen Sohn Christo erneut nach Odessa, um seine Ausbildung fortzusetzen. Mit dem Geld seines Vaters reiste Christo nach Konstantinopel und dann nach Odessa. Er folgte jedoch nicht dem Plan seines Vaters und entschied sich, ohne seine Eltern zu informieren, in das autonome Fürstentum Rumänien zu reisen, wo eine große bulgarische Exilgemeinschaft lebte. Einige der frühen Biografen von Botew behaupten, dass er auf seinem Weg in Sliwen auf Michał Czajkowski trifft, jedoch gibt es dafür keine direkten Belege.
Ende September 1867 kam Christo Botew in der Donaustadt Giurgiu an und nahm dort schnell Kontakt zu bulgarischen Freiheitskämpfer dort auf, darunter Chadschi Dimitar und mehrere Mitglieder der Tscheta, die Filip Totju und Panajot Chitow im Vorjahr gegründet hatten. Nach der Bekanntgabe des Todes des berühmten Revolutionärs Georgi Rakowski reisten sie nach Bukarest, um an seiner Beerdigung am 12. Oktober 1867 teilzunehmen. Da Botew das Geld für die Weiterreise nach Odessa fehlte, wandte er sich an Georgi Atanasovic, von der bulgarischen Organisation »Dobrodetelna Druschina« in Bukarest, der ihm finanziell unterstützte, um die Reise fortzusetzen.
Er setzte seine Reise fort und kam im Dezember 1867 in der Donaustadt Brăila an, eines der größeren Zentren der bulgarische Exilgemeinschaft in Rumänien. Später gab er an, dass Bulgaren in Braila ihm ein Stipendium für ein Studium in Prag versprochen hatten, was jedoch nie zustande kam, als Grund für sein Stopp in Brăila. Dort begann er als Schriftsetzer für den aus Kalofer stammende Dimitar Panitschkow zu arbeiten, den Besitzer einer Druckerei, die auch die Zeitung »Dunawska sora« (Bulg: Дунавска зора Donau Morgenröte) des damals in der Stadt lebenden Dobri Woinikow druckte. Im Januar 1868 erschien in dieser Zeitung Botews zweites Gedicht, die Elegie »An meinen Bruder« (aus dem Bulg. Към брата си Kam brata si). Damals kündigte er in der Zeitung seine Absicht an, ein Buch mit seinen Gedichten und Prosa zu veröffentlichen, was jedoch nicht zustande kam und es nicht klar ist, was diese Sammlung enthalten würde.
Zu Beginn des Jahres 1868 gab es in Braila viele Freiheitskämpfer (bulg. Хъшове; Haschowe), die sich in mehreren Tscheta zusammenschlossen und darauf vorbereiteten, den Sommer in den bulgarischen Gebiete im Osmanischen Reich zu verbringen und mittels Guerilla-Taktik den Bewaffneten Kampf aufzunehmen. Dies wurde tatsächlich von der Tscheta von Chadschi Dimitar und Stefan Karadschha durchgeführt. Christo Botew selbst meldete sich in der Tscheta des Woiwoden Schelju an, wo er als Schreiber eingesetzt wurde. Kurz darauf schrieb er dann das Gedicht »Zum Abschied« (На прощаване Na proschtawane). Im Frühjahr spielte Botew in von Woinikow organisierten Theaterproduktionen um Geld für dich Tscheta einzusammeln, doch nachdem er an einer Schlägerei mit einer Gruppe Türken im Stadtpark verwickelt war, versteckte er sich in den folgenden Monaten vor der Polizei in Panitschkows Druckerei. Im Juni reiste er offenbar mit Schelju Woiwoda nach Odessa, wo ebenfalls eine große bulgarische Exilgemeinschaft lebte, auf der Suche nach finanzielle Mittel für die Bewaffnung der Tscheta. Nach ihrer Rückkehr wurde Schelju Woiwoda von den rumänischen Grenzbehörden festgenommen und die Tscheta lößte sich auf.
Im September 1868 reiste Botew mit der Schauspielgruppe von Dobri Woinikow nach Bukarest und beschließt, dort zu bleiben, um der Verfolgung durch die Polizeibehörden in Braila zu entgehen. Zunächst beabsichtigte er eine Anstellung als Lehrer zu finden, doch aufgrund seiner schlechten Rumänischkenntnisse erweist sich dies als unmöglich. Er schreib sich in die medizinische Schule in Bukarest ein, verlässt diese jedoch bereits im Oktober wieder aus dem gleichen Grund. Ohne jegliche Mittel gerät er in eine verzweifelte Lage und beschließt, nach Bulgarien zurückzukehren, um dort Lehrer zu werden, aber auch hierfür fehlen ihm die finanzielle Mittel für die Reise.

### Bewaffneter Kampf
Seit 1869 gehörte Botew zu den Führungskreisen der Bulgarischen Revolutionären Zentralkomitee (kurz BRZK), beziehungsweise seines revolutionär-demokratischen Flügels.
Christo Botew lernte seine Ehefrau Weneta 1874 in Bukarest kennen. Dort war Botew als Lehrer an der bulgarischen Schule tätig, die Wenetas Sohn Dimitar besuchte. Im Juli 1875 schlossen beide eine standesamtliche Ehe. Am 13. April 1876 wurde ihre Tochter Iwanka geboren.
Mit einer Gruppe von rund 200 Gefährten entführte Botew am 17. Mai 1876 den österreichischen Donau-Raddampfer Radetzky nach dem Dorf Koslodui in Bulgarien, um seinen Beitrag zum Kampf gegen das Osmanische Reich zu leisten. Sein Ziel war ein Wiederanfachen der Aufstandsbewegung in Bulgarien nach der Niederschlagung des April-Aufstandes durch türkischen Truppen. Christo Botew fiel drei Tage nach seiner Ankunft durch eine Gewehrkugel. Letztlich führte der April-Aufstand zum Eingreifen Russlands und zur Eigenständigkeit Bulgariens.

## Revolutionstheorie und -ideen
Botew wurde von den Ideen russischer Revolutionäre und der Pariser Kommune beeinflusst. Im Kampf für ein freies Bulgarien unterstützte er die Revolutionstheorie von Wassil Lewski, die einen organisierten und zentral gesteuerten Aufstand aller im Osmanischen Reich lebenden Bulgaren vorsah. Auch die Zukunft Bulgariens stellte er sich ebenfalls wie Lewski als demokratische Republik vor.

## Werke

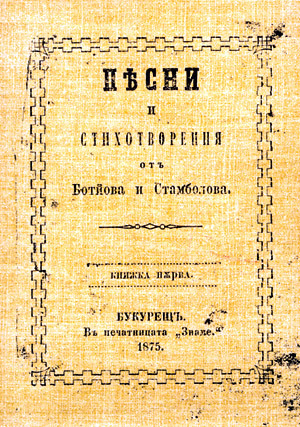
Titelblatt des Gedichtbands „Lieder und Gedichte von Botew und Stambolow“ (1875)

Sein literarisches Werk besteht in der Hauptsache aus einer Reihe von Gedichten.
- Chadschi Dimitar, das sich mit dem Leben des Hajduken Chadschi Dimitar befasst.
- Schwarz eine Wolke
- Zum Abschied
- Heiduken
- In der Schenke
- Mein Gebet
- An meine Mutter
- Georgstag
- An meinen Bruder
- Elegie
- Die Erhängung Vasil Levskis (war sein letztes Gedicht)

## Andenken

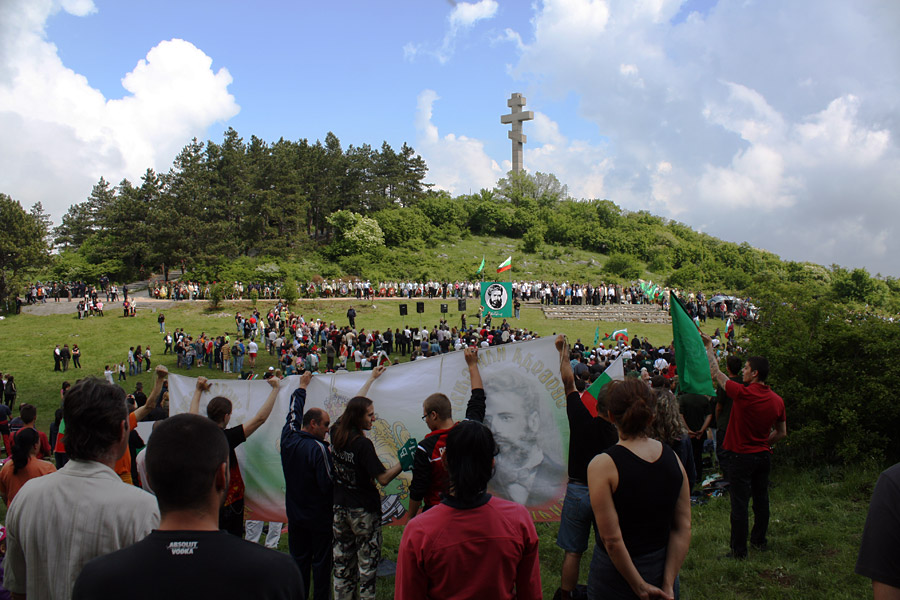
Nationalfeier am 2. Juni am Okoltschiza-Gipfel

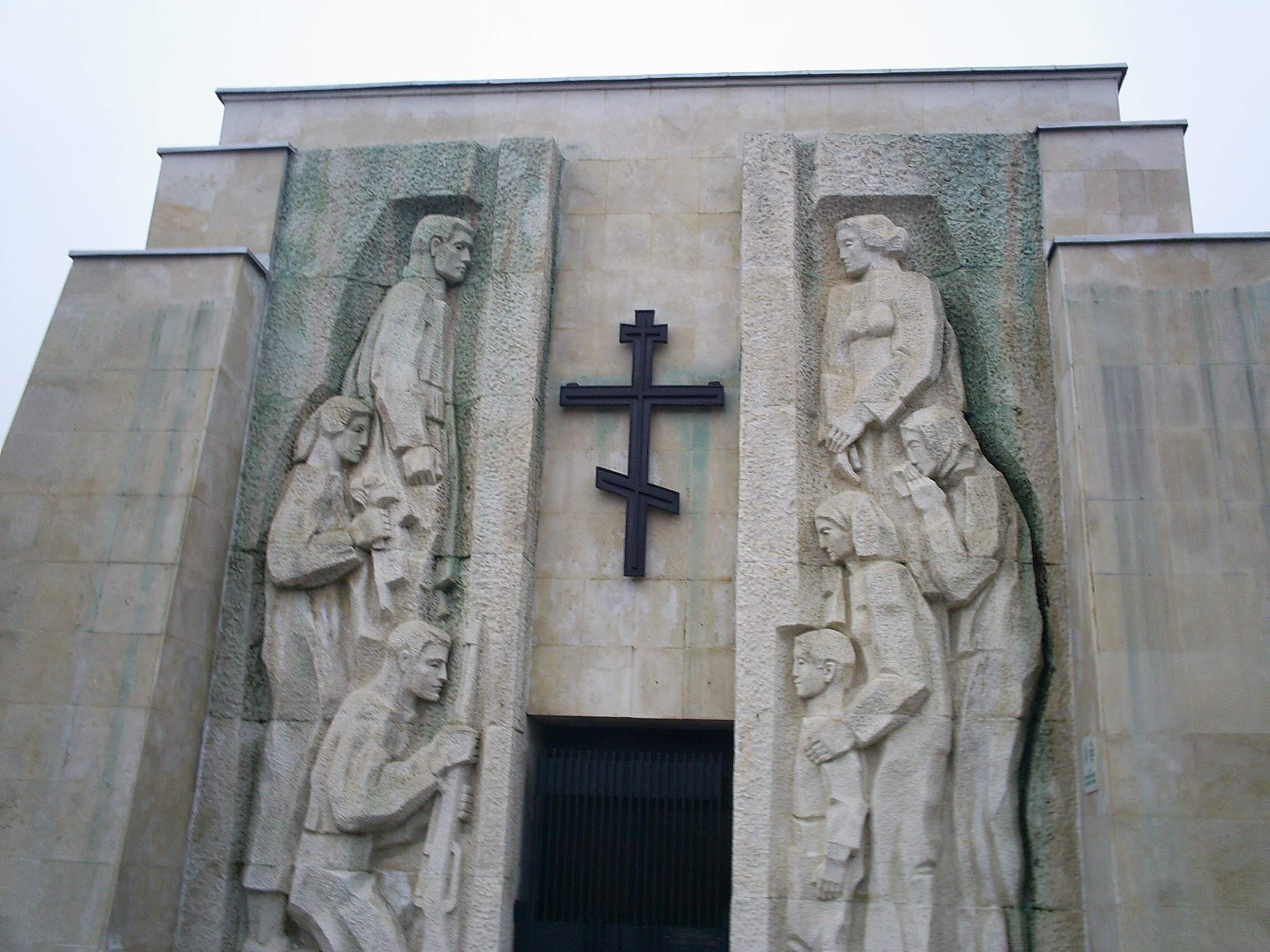
Denkmal-Ossarium der gefallenen Freiheitskämpfer von Botews Tscheta in Skrawerna, Nordbulgarien

Bereits im Jahr 1885 wurde auf dem Gipfel Milin-Kamak der Grundstein für die jährlichen Feierlichkeiten zum Andenken von Botew gelegt, die dem Heldentum von ihm und seiner Kompanie gewidmet sind. Das erste Botew-Organisationskomitee unter dem Vorsitz von Iwanko Zwetkow, Bürgermeister von Wraza und ehemaligen Freiheitskämpfer, erarbeitete eine Satzung für die Feierlichkeiten, die jedes Jahr stattfinden sollten. Das Botew-Organisationskomitee wird auch als eine der ersten Nichtregierungsorganisationen im heutigen Bulgarien angesehen.
Heute tragen viele öffentliche Institutionen, Straßen und Orte seinen Namen, darunter die Stadt Botewgrad, Botijewe, der höchste Gipfel des Balkangebirges, der Asteroid (225238) Hristobotev, die Landspitze Botev Point und mittelbar der Botev Peak auf der Livingston-Insel in der Westantarktis, das zweite Programm des bulgarischen Nationalradios.
Straßen und Boulevards in fast allen bulgarischen Städten, darunter der Boulevard „Christo Botew“ in Sofia oder in Burgas, sowie in vielen rumänischen Städten sind nach ihm benannt. Zahlreiche Schulen und Kulturhäuser (Tschitalischte) tragen ebenfalls seinen Namen. Es gibt Fußballvereine in Plowdiw (Botew Plowdiw), Wraza (Botew Wraza), Ichtiman, Galabowo, Kosloduj, Boljarowo, Novi Passar, Lukowit und anderen, die seinen Namen tragen, ebenso wie Fußballstadien (z. B. Christo-Botew-Stadion in Plowdiw).
Christo Botew ist auf der Rückseite der 5000-Lewa-Banknote von 1924 abgebildet, die von Oktober 1924 bis 1925 im Umlauf war. Viele Denkmäler in Bulgarien – in Wraza, Kalofer und anderen Orten, sowie im Ausland – sind ihm gewidmet. Das erste Denkmal wurde im Wraza vom deutschen Bildhauer Gustav Eberlein gefertigt und der Wiener Firma Rudolph Philipp Waagner (nunmehr Waagner-Biro) ausgeführt. Es wurde feierlich am 27. Mai 1890 von Fürst Ferdinand I. im Beisein des Ministerpräsidenten Stefan Stambolow, der Mutter, Ehefrau und Tochter von Christo Botew, überlebende Tschetniks sowie Freiheitskämpfern enthüllt. Dabei hielt seine Tochter Iwanka eine Rede und sagte unter anderem:

„....Неговата самоотверженост за спасението на отечеството ни и обезсмъртяването на паметта му ми внушават мисли, които не могат да въздържат сълзите ми. Аз и майка ми сме били нещастни, като останахме: аз без баща, а тя без съпруг, но българският народ доби един герой, това ни утешава, че баща ми загина за свободата на отечеството ни....“

„...Sein selbstloser Einsatz für die Rettung unseres Vaterlandes und die Unvergesslichkeit seines Andenkens rühren mich so sehr, dass ich meine Tränen nicht zurückhalten kann. Meine Mutter und ich waren unglücklich, da wir zurückblieben: ich ohne Vater und sie ohne Ehemann. Doch das bulgarische Volk hat einen Helden gewonnen, und das tröstet uns, weil mein Vater für die Freiheit unseres Vaterlandes gestorben ist...“

Das Denkmal auf dem Gipfel Okoltschiza verewigt die Heldentaten von Botews Tscheta. Am Kilometer 65 der Autobahn Moskau – Kiew („Kiewer Chaussee“ in Russland) steht ein Denkmal, das aus zwei Teilen mit einem Zitat von Botew besteht. Es gibt das Nationale Museum „Christo Botew“ in Kalofer und das Nationale Museum „Raddampfer Radetzky“ in Kosloduj. Zudem existiert ein Ossarium der Botew-Tschtniks im Dorf Skrawena.
Seit 1901 wird jedes Jahr am 2. Juni der »Tag von Christo Botew« und der Gefallenen für die Freiheit und Unabhängigkeit Bulgariens mit Luftsirenen um 12 Uhr mittags und einer Schweigeminute begangen. In Wraza finden in den Tagen zuvor die »Botew-Kulturtage« (Ботеви дни) statt, die am 1. Juli mit eine Wanderung bis zum Gipfel Okoltschiza und ein Gedenkfeuerwerk in Wraza ihren Höhepunkt haben.
Botew wurde 2007 bei Welikite Balgari zu den zehn größten Bulgaren der Geschichte gewählt.
Am 2. Juni 2024 zitierte Ursula von der Leyen während einer Wahlkampfveranstaltung der EVP in Plowdiw, Bulgarien, die Verse Derjenige, der im Kampf für die Freiheit fällt, stirbt nicht (aus dem Bulg. etwa Тоз, който падне в бой за свобода, той не умира) aus Botews Gedicht »Chadschi Dimitar«. Dabei zog sie Parallelen zum Kampf der Ukrainer gegen den russischen Überfall auf die Ukraine und bedankte sich für die bulgarische Unterstützung.